# Richard Rejn
Richard Pietrowicz Rejn (ros. Рихард Петрович Рейн, ur. 1886 w guberni inflanckiej, zm. 1928 w Kałudze) – radziecki działacz państwowy i partyjny.

## Życiorys
W 1904 wstąpił do Łotewskiej Socjal-Demokratycznej Partii Robotniczej, w grudniu 1905 został aresztowany, a 1906 skazany na uwięzienie w twierdzy szlisselburskiej, 1906 został członkiem SDPRR. W 1916 zwolniony z więzienia, od 1917 był funkcjonariuszem partyjnym na Łotwie, 1918-1919 przewodniczącym Komitetu Miejskiego RKP(b) w Woroneżu, a 1919 zastępcą przewodniczącego woroneskiego gubernialnego komitetu RKP(b). Od 1920 do sierpnia 1921 był przewodniczącym Komitetu Wykonawczego Syzrańskiej Rady Powiatowej (gubernia symbirska), od sierpnia 1921 do lipca 1923 przewodniczącym komitetu wykonawczego symbirskiej rady gubernialnej, potem zastępcą przewodniczącego Wszechrosyjskiego Komitetu Pomocy Inwalidom Wojennym, a od sierpnia 1926 do końca życia przewodniczącym komitetu wykonawczego kałuskiej rady gubernialnej.